# توفيق بن عثمان
توفيق بن عثمان (من مواليد 24 مارس 1939) هو لاعب كرة قدم ومدرب تونسي.
بدأ مسيرته في سن مبكرة في المستقبل الرياضي بالمرسى وانضم إلى اختيارات الناشئين الفردية. في 1958-1959 شارك في أول ترقية لناديه بين النخبة ولا يزال هناك للمساعدة في الفوز بالكؤوس والتقدم إذا لزم الأمر. خاض ما مجموعه 55 مباراة دولية، ومثل بلاده في دورة الألعاب الأولمبية الصيفية لعام 1960.
بعد أن درب العديد من الأندية، بما في ذلك المستقبل الرياضي بالمرسى والنادي الرياضي البنزرتي، تم تعيينه مساعدًا للمدرب من قبل عبد المجيد الشطالي وساهم في تأهل تونس إلى مونديال 1978. عين مدربا للمنتخب التونسي لكرة القدم عام 1987.